# ジェフ・イースト
ジェフ・イースト（Jeff East、1957年10月27日 - ）は、アメリカ合衆国の俳優。

## 出演作品
- パンプキンヘッド（クリス）
- アップ・ザ・クリーク／激流スーパーアドベンチャー
- ザ・デイ・アフター（ブルース・ギャラティン）
- インキュバス 死霊の祝福
- 黄金の荒野
- ウェス・クレーブンの戦慄の夏
- スーパーマン（若き日のクラーク・ケント）
- ハックルベリーの冒険
- トム・ソーヤーの冒険